# Emília Rotter
Emília Rotter (Budapest, 8 settembre 1906 – Budapest, 28 gennaio 2003) è stata una pattinatrice artistica su ghiaccio ungherese.

## Palmarès
con László Szollás
| Evento                    | 1929 | 1930 | 1931 | 1932 | 1933 | 1934 | 1935 | 1936 |
| ------------------------- | ---- | ---- | ---- | ---- | ---- | ---- | ---- | ---- |
| Giochi olimpici invernali |      |      |      | 3°   |      |      |      | 3°   |
| Campionati mondiali       | 5°   |      | 1°   | 2°   | 1°   | 1°   | 1°   |      |
| Campionati europei        |      | 2°   | 2°   |      |      | 1°   |      |      |
| Campionati ungheresi      |      |      | 1°   | 1°   | 1°   | 1°   | 1°   | 1°   |